# Taleb Abu Arar

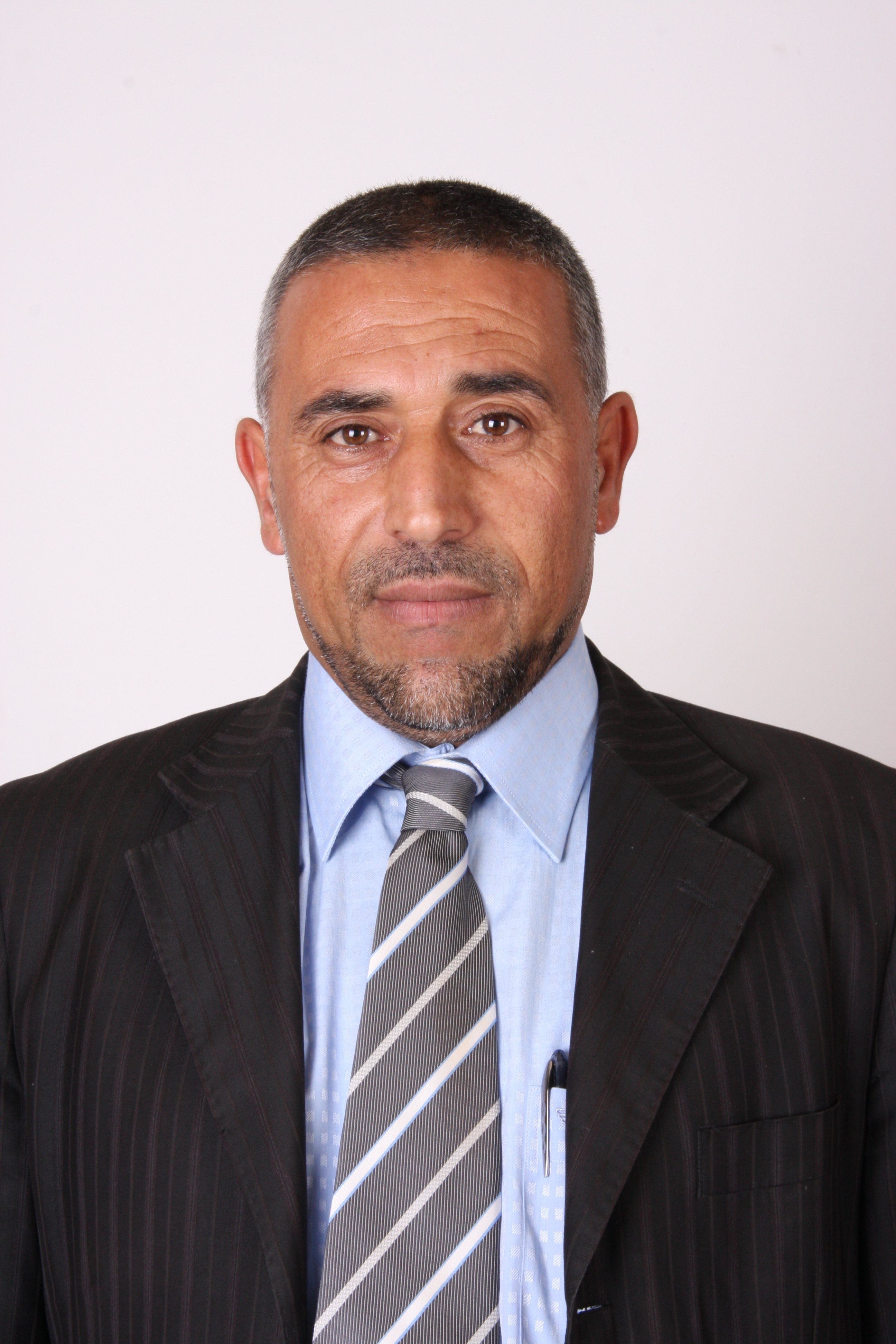
Taleb Abu Arar

Taleb Abu Arar (hebräisch טלב אבו עראר, arabisch طلب أبو عرار, * 4. Mai 1967) ist ein israelischer Politiker der Vereinigten Arabischen Liste (Ra'am) und der Parteikoalition Vereinte Liste.

## Leben
Abu Arar entstammt einer beduinischen Familie. Seit 2013 ist er Abgeordneter in der Knesset. Er leitet den Stadtrat des Ortes Ar’ara in der Negev-Wüste. Abu Arar ist verheiratet und hat mehrere Kinder.